# Disterigma balslevii
Disterigma balslevii är en ljungväxtart som beskrevs av J.L. Luteyn. Disterigma balslevii ingår i släktet Disterigma och familjen ljungväxter. Inga underarter finns listade i Catalogue of Life.